# Базилевич, Александр Васильевич
Александр Васильевич Базиле́вич (1896 — ?) — советский инженер-судостроитель, лауреат Сталинской премии первой степени (1946).

## Биография
Окончил Ленинградский политехнический институт (1927). Работал конструктором проектного отдела, начальником секции, начальником проектного отдела ЦКБ-18 Народного комиссариата судостроительной промышленности СССР.
Участвовал в разработке проекта восстановления поднятой английской подводной лодки L-55 и в проектировании подводных лодок типа «Декабрист» и «Малютка» КБ Балтийского завода.
С февраля 1953 г. в качестве начальника отдела СКБ-143 участвовал в разработке первой советской атомной ПЛ.

## Награды и премии
- Сталинская премия первой степени (1946) — за разработку конструкции нового типа боевого корабля.
- Орден Красной Звезды (31 марта 1944).